# Xã Somerset, Quận Washington, Pennsylvania
Xã Somerset (tiếng Anh: Somerset Township) là một xã thuộc quận Washington, tiểu bang Pennsylvania, Hoa Kỳ. Năm 2010, dân số của xã này là 2.684 người.